# Inception (álbum de McCoy Tyner)
Inception es el álbum debut del pianista de jazz McCoy Tyner publicado en la discográfica Impulse! en 1962. Cuenta con las interpretaciones de Tyner junto a Art Davis y Elvin Jones.

## Recepción
En la reseña de AllMusic A. Gelfand escribe "este álbum da a los oyentes la oportunidad de escuchar lo que un muy joven Tyner sonaba fuera de los confines del clásico cuarteto de John Coltrane de principios de los años 1960; revela un enfoque lírico del piano jazz que parece estar muy lejos del estilo maduro de Tyner".

## Antecedentes
La canción "Blues For Gwen" fue llamada así para la hermana de once años de Tyner. "Sunset" (puesta de sol en inglés), en cambio, fue titulada por la mujer de Tyner, Aisha, pues la pieza le traía a su mente la idea de la naturaleza, y al ser una balada reflexiva, Sunset le parecía un título lógico.

## Lista de temas
Todos los temas escritos por Tyner excepto donde es indicado.
1. "Inception" - 4:28
2. "There Is No Greater Love" (Jones, Symes) - 6:21
3. "Blues for Gwen" - 4:27
4. "Sunset" - 4:41
5. "Effendi" - 6:39
6. "Speak Low" (Nash, Weill) - 6:18

- Grabadas el 10 de enero (#1, 4-5) y el 11 de enero (#2-3, 6) de 1962.

## Personal
- McCoy Tyner - piano
- Art Davis - bajo
- Elvin Jones - batería